# فرودگاه بین‌المللی کسیدی
فرودگاه بین‌المللی کسیدی (به انگلیسی: Cassidy International Airport) یک فرودگاه همگانی با کد یاتا CXI است که یک باند فرود آسفالت دارد و طول باند آن ۲۱۰۳ متر است. این فرودگاه در کشور کیریباتی قرار دارد و در ارتفاع ۲ متر بالاتر از سطح دریا واقع شده‌است.

## شرکت‌های هواپیمایی و مقصدهای پروازی
| شرکت‌های هواپیمایی | مقصدهای پروازی           |
| ----------------- | ------------------------ |
| فیجی ایرویز       | بین الملی هونولولو، نادی |